# Линов
Линов (бел. Лі́наў) — деревня в Головчицком сельсовете Наровлянского района Гомельской области Беларуси.
Поблизости небольшое угольное месторождение. На севере граничит с лесом — урочище Тарчицы.

## География

### Расположение
В 18 км на запад от Наровли, 10 км от железнодорожной станции Ельск (на линии Калинковичи — Овруч), 196 км от Гомеля.

### Гидрография
На реке Мытва (приток реки Припять). Около деревни устье реки Млынок. На юге и востоке мелиоративные каналы.

## Транспортная сеть
На автодороге Ельск — Наровля. Планировка состоит из криволинейной улицы, ориентированной с юго-востока на северо-запад, где она раздваивается. Застройка двусторонняя, деревянная, усадебного типа.

## История
По письменным источникам известна с XVIII века как поселение в Речицком повете Минского воеводства Великого княжества Литовского. После 2-го раздела Речи Посполитой (1793 год) в составе Российской империи. 
В 1755 году в собственности регентши Великого Княжества Литовского Людвики Быстрой (урожденной Зборовской) и ее сыновей от первого брака князей Адама и Тадеуша Шуйских. 
В 1811 году обозначена как деревня во владении Гольста. 
В 1825 году деревню купил С. И. Горват. 
В 1908 году в Наровлянской волости Речицкого уезда Минской губернии. В одноимённом фольварке (бывший фольварк Отолик) работала лесопилка, а в 1909 году создана ещё одна лесопилка.
В 1926 году организована сельскохозяйственная артель. В 1931 году создан колхоз «Возрождение», работала кузница. Во время Великой Отечественной войны 41 житель погиб на фронте. Согласно переписи 1959 года в составе колхоза «Советская Беларусь» (центр — деревня Головчицкая Буда). Располагался клуб.

## Население

### Численность
- 2004 год — 42 хозяйства, 89 жителей.

### Динамика
- 1834 год — 9 дворов.
- 1908 год — 21 двор, 159 жителей.
- 1959 год — 307 жителей (согласно переписи).
- 2004 год — 42 хозяйства, 89 жителей.